# Gaby Montbreuse
Julia Léontine Hérissé dite Gaby Montbreuse, née le 18 janvier 1895 à Langeais (Indre-et-Loire) et morte le 24 juin 1943  à Tours, est une chanteuse et artiste de music-hall française.

## Biographie
Fille d'un père charretier et d'une mère tuilière, Gaby Montbreuse monte à Paris et débute, à 17 ans, comme comédienne au théâtre Antoine avant d'apparaître dès 1913 sur les scènes de cafés-concerts. Vedette du music-hall, Gaby Montbreuse est à l'affiche des Folies-Belleville en même temps que Damia en 1915. Elle est la créatrice des chansons Je cherche après Titine de Léo Daniderff (dont elle fut la compagne) en 1917, Le Roudoudou de Vincent Scotto en 1923 ou Tu m'as possédée par surprise de Jean Lenoir en 1926.
Cette même année, on la voit aux côtés du débutant Jean Gabin dans La Revue du vaudeville de Rip. En 1924, son pianiste au cabaret Chez Fyscher n'est autre que le futur compositeur de musiques de films Georges Van Parys.
Elle fait parallèlement une courte carrière au cinéma. Elle figure notamment au générique d'Autour d'un million de Pierre Ruban en 1931, et de Tout ça va changer de Max de Rieux en 1932, avec Simone Bourday et Pierre Ruban.
En mars 1927, elle ouvre au 54, rue Pigalle son propre établissement, le Château-Montbreuse, qui ne connaît qu'une activité assez brève. Après avoir fait faillite au début des années 1930, Gaby Montbreuse disparait de la scène parisienne pour se retirer chez sa sœur Yvonne, veuve du coureur automobile André Boillot, à Saint-Cyr-sur-Loire,.
Elle repose dans le caveau de la famille Hérissé au cimetière de La Salle de Tours, avec sa sœur Yvonne (1890-1960) et son beau-frère André Boillot (1891-1932).
En 2008, le chanteur et comédien Denis D'Arcangelo lui rend hommage dans le spectacle Madame Raymonde revient !.
En 2011, les comédiens belges Laure Godisiabois et Victor Scheffer lui rendent également hommage dans le spectacle "La revanche de Gaby Montbreuse".

## Prestations
- 1913 :Création en juin au Théâtre de la Gaîté-Rochechouart de La Frangine, une chanson co-écrite par Louis Delluc et Léo Daniderff[18].